# Renata Notni
Renata Martínez Notni (Cuernavaca, Morelos, 2 de enero de 1995) es una actriz y modelo mexicana.

## Carrera
Inició su carrera como actriz en Código postal, al lado de África Zavala, Gabriela Goldsmith y Guillermo Garcia Cantú, entre otros. En 2008 se une al elenco de Un gancho al corazón, a lado de Danna García y Sebastián Rulli, posteriormente en 2009 participó en Mar de amor al lado de Mario Cimarro y Zuria Vega. Interpretó a Lucía Lomelí Curiel de joven en la telenovela de Rosy Ocampo, La fuerza del destino en donde Sandra Echeverría lo personifica de adulta en 2011. Ese mismo año, participó en la telenovela Amorcito corazón, dando vida a Marisol, la protagonista juvenil junto a Diego Amozurrutia.
En 2012, participó en la telenovela Qué bonito amor, interpretando el personaje de Paloma, al lado de Danna García y Jorge Salinas. En 2014, obtiene el protagónico juvenil de la nueva telenovela Quiero amarte, con Andrés Mercado, Karyme Lozano y Cristián de la Fuente en donde interpretó a Mariana Valdez Morales. Para 2015 obtiene su primer papel protagónico en la telenovela Amor de barrio junto a Mane de la Parra, Pedro Moreno y Ale García. Ese mismo año participa en la serie española Yo quisiera junto a otras tres actrices mexicanas como Barbara Singer, Carla Medina e Isabel Burr, donde interpreta a Camila, antagonista de la historia.
En 2016, obtiene el protagónico juvenil de la telenovela Sueño de amor, junto a Santiago Ramundo, Betty Monroe, Julián Gil, Marjorie de Sousa y nuevamente con Cristián de la Fuente. Al año siguiente, protagoniza Mi adorable maldición, junto a Pablo Lyle. Ese mismo año es nominada a Mejor Actriz en los KCA México, por dicha telenovela, a su vez, es ganadora del premio a Mejor actriz en los Premios TVyNovelas por su papel protagónico en la serie Sueño de amor. Adicionalmente, forma parte de la telenovela Érase una vez.
En 2018 participa en la nueva telenovela de José Alberto Castro en Por amar sin ley donde participa en una actuación especial interpretando a Sol Castillo junto con Ana Brenda Contreras, David Zepeda. Adicionalmente participó junto a la actriz Natalia Téllez y la influencer Dhasia Wezca en el vídeo musical «Eso no va a suceder» del dúo estadounidense Ha*Ash.
Protagonizó la serie El dragón, junto a Sebastián Rulli y producida por Lemon Films y W Studios para Televisa en 2019. En 2020, formó parte de las telenovelas Médicos, línea de vida.
En 2021 participó en la primera temporada de la serie La venganza de las Juanas,  trasmitida por Netflix, donde interpreta a Juana Valentina. 
En 2022 participa en la película ¿Que culpa tiene el karma? por Netflix, interpretando a Lucy Escribano, hermana de Sara Escribano interpretada por la protagonista Aislinn Derbez.
Desde 2020 Renata es la embajadora oficial de la marca L'Oréal en México.
En su carrera de modelaje ha estado en el Fashion Week en París.

## Trayectoria

### Cine
| Año  | Título     | Personaje | Ref.   |
| ---- | ---------- | --------- | ------ |
| 2023 | Malcriados | Camila    | [ 26 ] |

### Televisión
| Año       | Título                    | Personaje                                | Ref.   |
| --------- | ------------------------- | ---------------------------------------- | ------ |
| 2006-2007 | Código postal             | Andrea Garza Durán                       | [ 1 ]  |
| 2008-2009 | Un gancho al corazón      | Luisa Hernández                          | [ 2 ]  |
| 2009-2010 | Mar de amor               | Carmen "Carmita" Bracho                  | [ 3 ]  |
| 2011      | La fuerza del destino     | Lucía Lomelí Curiel (Joven)              | [ 4 ]  |
| 2011-2012 | Amorcito corazón          | María Soledad "Marisol" Lobo Ballesteros | [ 5 ]  |
| 2012-2013 | Qué bonito amor           | Paloma Mendoza García                    | [ 6 ]  |
| 2013-2014 | Quiero amarte             | Mariana Valdez                           | [ 7 ]  |
| 2015      | Amor de barrio            | Paloma Madrigal/ Paloma Cántoral Bernal  | [ 8 ]  |
| 2016      | Sueño de amor             | Patricia "Pato" Guerrero Díaz            | [ 10 ] |
| 2017      | Mi adorable maldición     | Aurora Sánchez Ruiz/ Carmen Ruiz Campos  | [ 12 ] |
| 2017      | Érase una vez             | Blanca                                   | [ 17 ] |
| 2018      | Por amar sin ley          | Sol García Castillo                      | [ 27 ] |
| 2019-2020 | El dragón                 | Adela Cruz                               | [ 28 ] |
| 2021      | La venganza de las Juanas | Juana Valentina                          |        |
| 2024      | Zorro                     | Lolita Márquez                           |        |

### Programas
| Año            | Título               | Personaje                                            | Ref.  |
| -------------- | -------------------- | ---------------------------------------------------- | ----- |
| 2005-2008      | Vecinos              | Camila Vival                                         |       |
| 2008-2010      | La rosa de Guadalupe | El juramento - Nora                                  |       |
| 2009           | La rosa de Guadalupe | Camara Web - Nayeli                                  |       |
| 2010           | La rosa de Guadalupe | No soy Emo - Quennie                                 |       |
| 2010           | La rosa de Guadalupe | Popular - Itzel                                      |       |
| 2011           | Como dice el dicho   | Nadie sabe lo que tiene, hasta que lo pierde - Sofía |       |
| 2012           | Vecinos              | Camila Vival                                         |       |
| 2015           | Yo quisiera          | Camila                                               | [ 9 ] |
| 2017- presente | Vecinos              | Camila Vival                                         |       |

### Videos musicales
| Año  | Canción               | Artista | Ref.   |
| ---- | --------------------- | ------- | ------ |
| 2018 | «Eso no va a suceder» | Ha*Ash  | [ 20 ] |

## Premios y nominaciones

### Premios TVyNovelas
| Año  | Categoría            | Telenovela    | Resultado |
| ---- | -------------------- | ------------- | --------- |
| 2017 | Mejor actriz juvenil | Sueño de amor | Ganadora  |
| 2011 | Mejor actriz juvenil | Mar de amor   | Nominada  |

### Premios Kids choice Awards
| Año  | Categoría       | Telenovela            | Resultado |
| ---- | --------------- | --------------------- | --------- |
| 2017 | actriz favorita | Mi adorable maldición | Nominada  |